# Indian Romeo and Juliet
Indian Romeo and Juliet er en amerikansk stumfilm fra 1912 af Laurence Trimble.

## Medvirkende
- Florence Turner som Ethona
- Wallace Reid som Oniatare
- Harry T. Morey som Kowa
- Hal Reid som Rakowaneh
- Mrs. Adelaide Ober som Neok